# Johan Fredric Grise
Johan (Jan) Fredric Grise (Griese), född 1729 i Stockholm, död 20 september 1786 i Uppsala, var en svensk konstnär och ritlärare.
Grise studerade för Guillaume Thomas Taraval vid Konstakademien i Stockholm. Han medverkade i akademiens utställningar och var i slutet av sin studietid medhjälpare åt Taraval vid dekoreringen av Slottskapellet i Stockholm. Han utnämndes till ritlärare vid Uppsala universitet 1760.